# Cassen (actor)
Casto Sendra Barrufet, conocido como Cassen (Tarragona, 28 de octubre de 1928-Barcelona, 4 de agosto de 1991), fue un actor y humorista español.

## Biografía
Casto Sendra Barrufet nació en Tarragona en 1928 y trabajó en representaciones teatrales de aficionados prácticamente desde su niñez. Su primer empleo fue como botones en el periódico tarraconense Diario Español, donde trabajó luego como publicitario, al tiempo que escribía sus primeros chistes y participaba en concursos radiofónicos de humoristas. Luego se inició en Radio Tarragona con pequeñas intervenciones de carácter humorístico, siendo contratado más adelante para interpretar su primer papel teatral en el Romea de Barcelona.
Ya en Barcelona, a finales de los años 50, sus comienzos fueron difíciles, pero se abrió paso en el teatro y el music-hall, con comedias como Viva el amor o El huevo. Poco a poco se va introduciendo en el mundo del espectáculo y finalmente recala en Televisión Española, donde despunta con programas de humor, como En broma (1961), que le otorgan una gran popularidad.
Es en ese momento cuando Luis García Berlanga le ofrece debutar en el cine, y además con un papel protagonista en Plácido (1961), que terminó convirtiéndose en una de las películas más importantes de la Historia del Cine español. En los años 60, llegaría su verdadera popularidad, al intervenir en numerosas películas y aparecer asiduamente en televisión.
El brillante tono tragicómico que consiguió aportar al personaje se repetiría en contadas ocasiones en su filmografía posterior. Entre sus grandes hitos cabe destacar su participación en la película Atraco a las tres, de José María Forqué, entre uno de los más lujosos repartos de la historia del cine español (José Luis López Vázquez, Manuel Alexandre, Alfredo Landa, Manuel Díaz González, Agustín González y Gracita Morales, entre otros). 
Tampoco hay que olvidar su brillante intervención en la película de José Luis Cuerda Amanece, que no es poco. Cassen coloca la guinda a esta desternillante comedia de lo absurdo representando al venerado cura de un pintoresco pueblo de La Mancha. Con el tiempo, se iría apartando progresivamente del cine, en favor de las actuaciones en directo. Su último papel en el cine fue, en 1988, en la película de José Luis García Sánchez, Pasodoble.
La carrera de Casto Sendra Barrufet se vio interrumpida en el verano de 1991 debido a una enfermedad digestiva que arrastraba desde principios de ese año al ser intervenido quirúrgicamente ya en el mes de febrero, y que resultó fulminante. Ingresado el 8 de julio en el Hospital Sagrado Corazón de Barcelona, el actor falleció pocas semanas después, el 4 de agosto de 1991, a los 62 años, siendo enterrado en el Cementerio del Pueblo Nuevo de Barcelona.
El fallecimiento de Cassen representó una sorpresa para el mundo del espectáculo en Cataluña, pues el actor había mantenido la máxima discreción acerca de la grave dolencia que padecía. Cassen llegó al público por su sonrisa contagiosa, su vis cómica sugeridora de una cierta esquizofrenia y su humor verbal, rápido, cortante, lleno de sobreentendidos y dobles lecturas. Sus chistes eran evasivos e inocentes, pero concitaban una maliciosa complicidad entre humorista y público, una complicidad que se transmitía por encima de la censura e incluso por encima del contenido explícito del gag.

## Trayectoria profesional

### Teatro
- 1962. Año nuevo, viuda nueva, revista. Estrenada en teatro Apolo de Barcelona.
- 1964. ¡Es broma!. Estrenada en el teatro Victoria de Barcelona.
- 1969. El alma se serena, en el Teatro Poliorama de Barcelona.
- 1970. Viva el amor (espectáculo de revista). Estrenado en el teatro Victoria de Barcelona.
- 1981. La sopera, Robert Lamoureux en el Teatro Cómico de Madrid.
- 1990. Cuéntalo tú, que tienes más gracia, de Juan José Alonso Millán en el Teatro Muñoz Seca de Madrid.

### Cine
- Plácido (1961) de Luis García Berlanga.
- Bahía de Palma (1962), de Juan Bosch.
- Atraco a las tres (1962), de José María Forqué.
- Vuelve San Valentín (1962), de Fernando Palacios
- El mujeriego (1963), de Francisco Pérez-Dolz.
- Piso de soltero (1964).
- 07 con el dos delante (Agente: Jaime Bonet) (1966), de Ignacio F. Iquino.
- La tía de Carlos en minifalda (1967).
- El terrible de Chicago (1967).
- El hueso (1968), de  Antonio Giménez Rico.
- El cronicón (1969).
- En la red de mi canción (1971).
- La liga no es cosa de hombres (1972), de Ignacio F. Iquino.
- Ligue story (1972).
- Celos, amor y Mercado Común (1973).
- Busco tonta para fin de semana (1973), de Ignacio F. Iquino.
- Furia española (1975), de Francesc Betriu.
- La de Troya en el Palmar (1984).
- Amanece, que no es poco (1988).
- Pasodoble (1988)
- Amo tu cama rica (1991).

### Televisión
- 1988. De professió: A.P.I., serie escrita y dirigida por Esteve Duran. Producción de Televisió de Catalunya.
- 1989. Tot un senyor (personaje invitado), serie escrita y dirigida por Esteve Duran. Producción de Televisió de Catalunya. Apareció junto a Marta Padovan interpretando a los señores Millet de De professió A.P.I..

### Discografía
- 1959.	Interferencias radiofónicas. Chistes telefónicos. En este mundo traidor. Historieta cuartelera. Regal, 1959. (Vinilo de 45 r. p. m.)
- 1966. Jaime Bonet en el banquillo
- 1967. Maria la molinera. Lección de inglés. Los programas TV. Sono Play. 1967. (Vinilo de 45 r.p. m.)
- 1969. Maria la molinera. A un panal de rica miel. Escuela de analfabetos. Carnet de seducir. Orlador, 1969. (Vinilo de 45 r. p. m.)
- 1969. ¡Es broma!. Barcelona, Círculo de Lectores, DL 1969. (Vinilo de 45 r. p. m.)
- 1973. Qué risa tía Felisa. (Vinilo de 33 r. p. m.)
- Papitu Bragulat. Escuela de analfabetos. Como rellenan su quiniela. Sono Play. (Vinilo de 45 r. p. m.)

### Premios
- 1973. Moustache de Honor de La Garriga